# قصبة دلس
قصبة دلس هي عبارة عن مجموعة قصور تقع في مدينة دلس الجزائرية، بنيت سنة 1068 على يد الزيريون ولا تزال موجودة ليومنا الحاضر.

## وصف
قصبة دلس تُعد من أهم المعالم التاريخية في ولاية بومرداس، خاصة وأنها تحمل في طياتها آثارا عديدة وثمينة تدل على تنوع مختلف الحضارات التي مرت منها تحكي تاريخ المدينة وآثار النوميد والزيريين الذين مروا بالمنطقة.

## مكتبة الصور

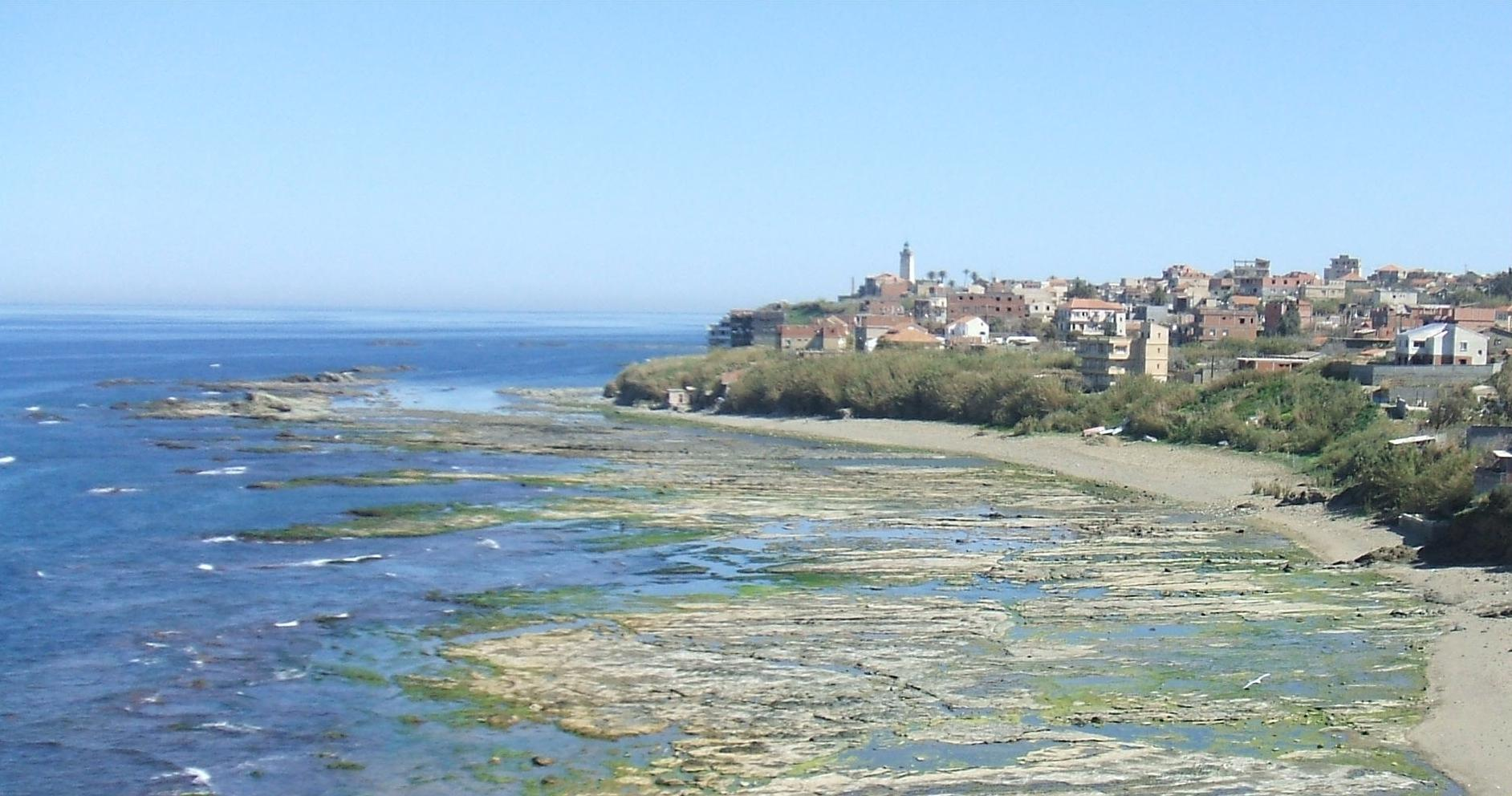
دلس
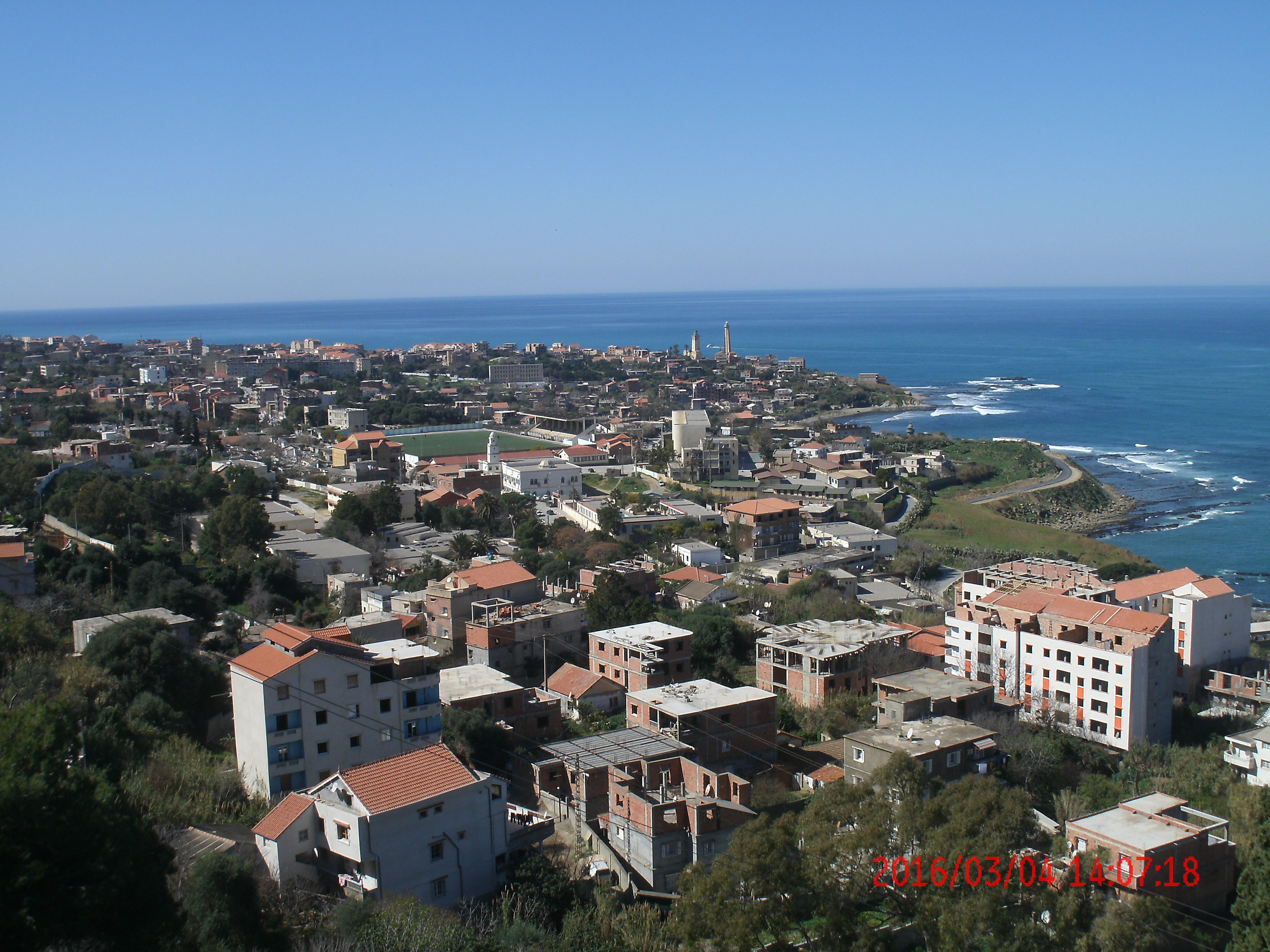
دلس
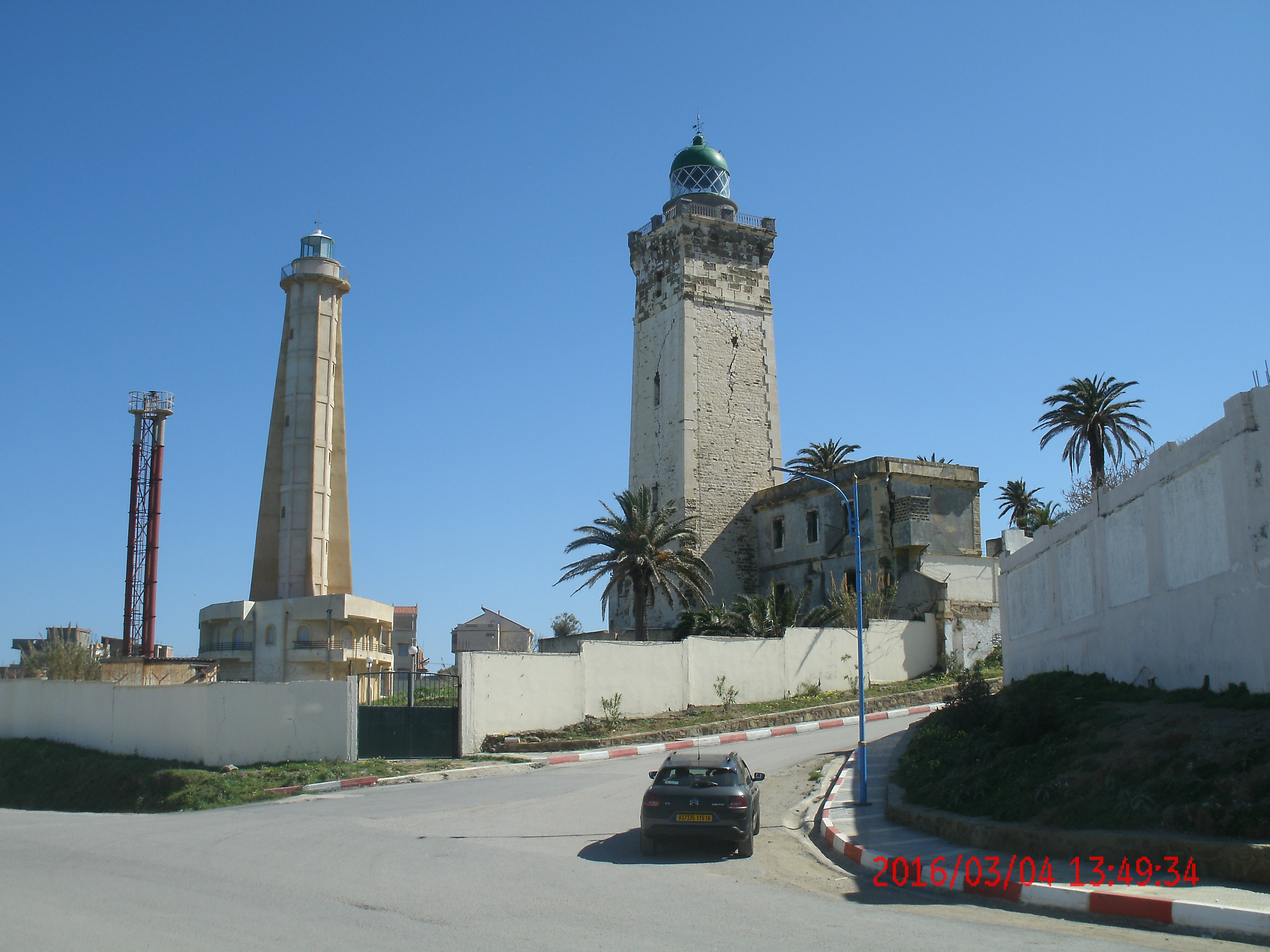
منارة رأس بنغوت [الفرنسية]
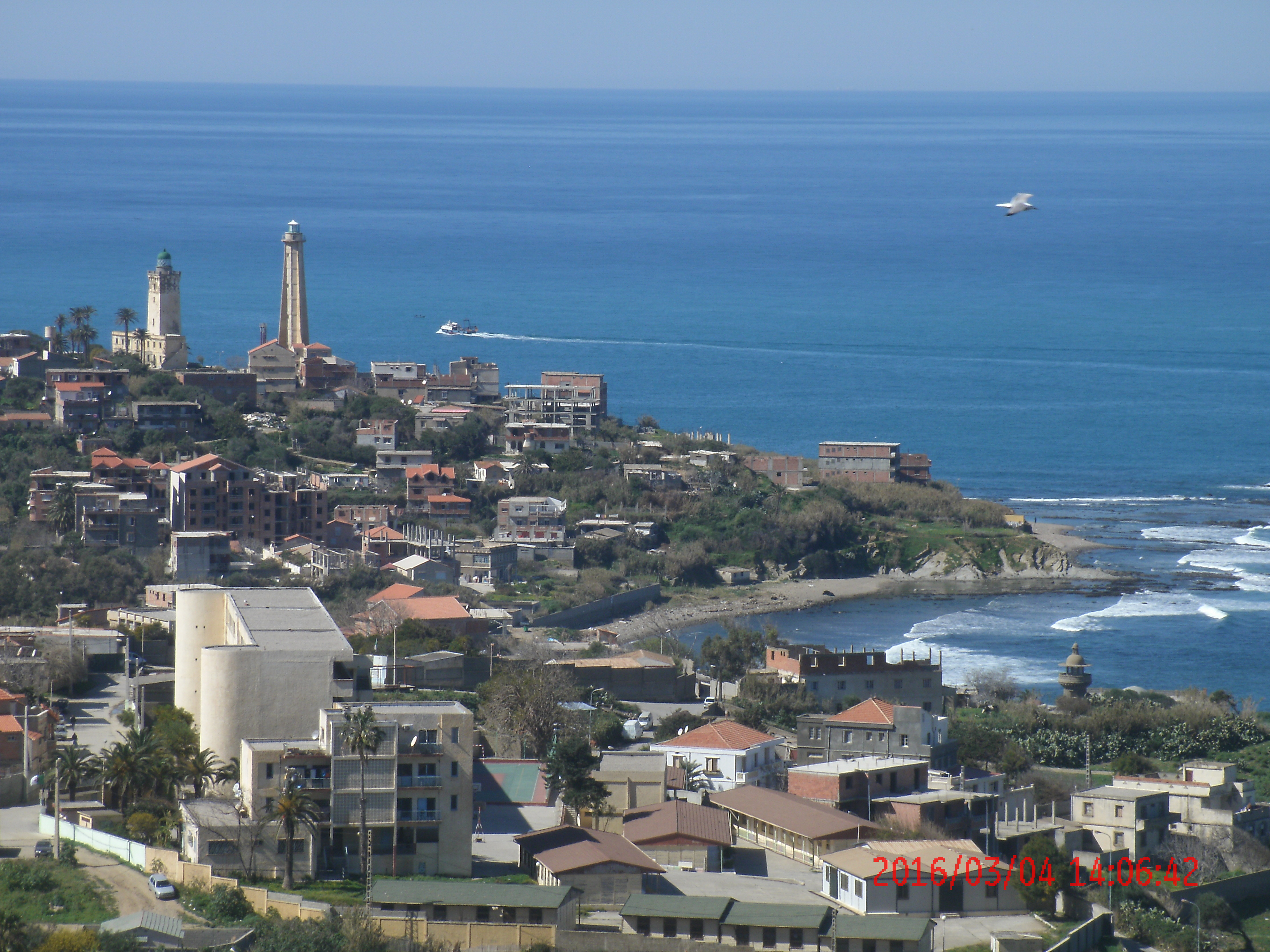
منارة رأس بنغوت [الفرنسية]